# Fritz Künzli
Fritz Künzli (Glarona, 8 gennaio 1946 – Zurigo, 22 dicembre 2019) è stato un calciatore svizzero, di ruolo attaccante.

## Carriera
Fu capocannoniere del campionato svizzero nel 1967, nel 1968, nel 1970 e nel 1978. Con lo Zurigo vinse per 2 volte il campionato (1966, 1968) e per 4 volte la Coppa nazionale (1966, 1970, 1972, 1973).

## Palmarès

### Club

#### Competizioni nazionali
- Campionato svizzero: 2

Zurigo: 1965-1966, 1967-1968
- Coppa Svizzera: 4

Zurigo: 1965-1966, 1969-1970, 1971-1972, 1972-1973